# Gällnö

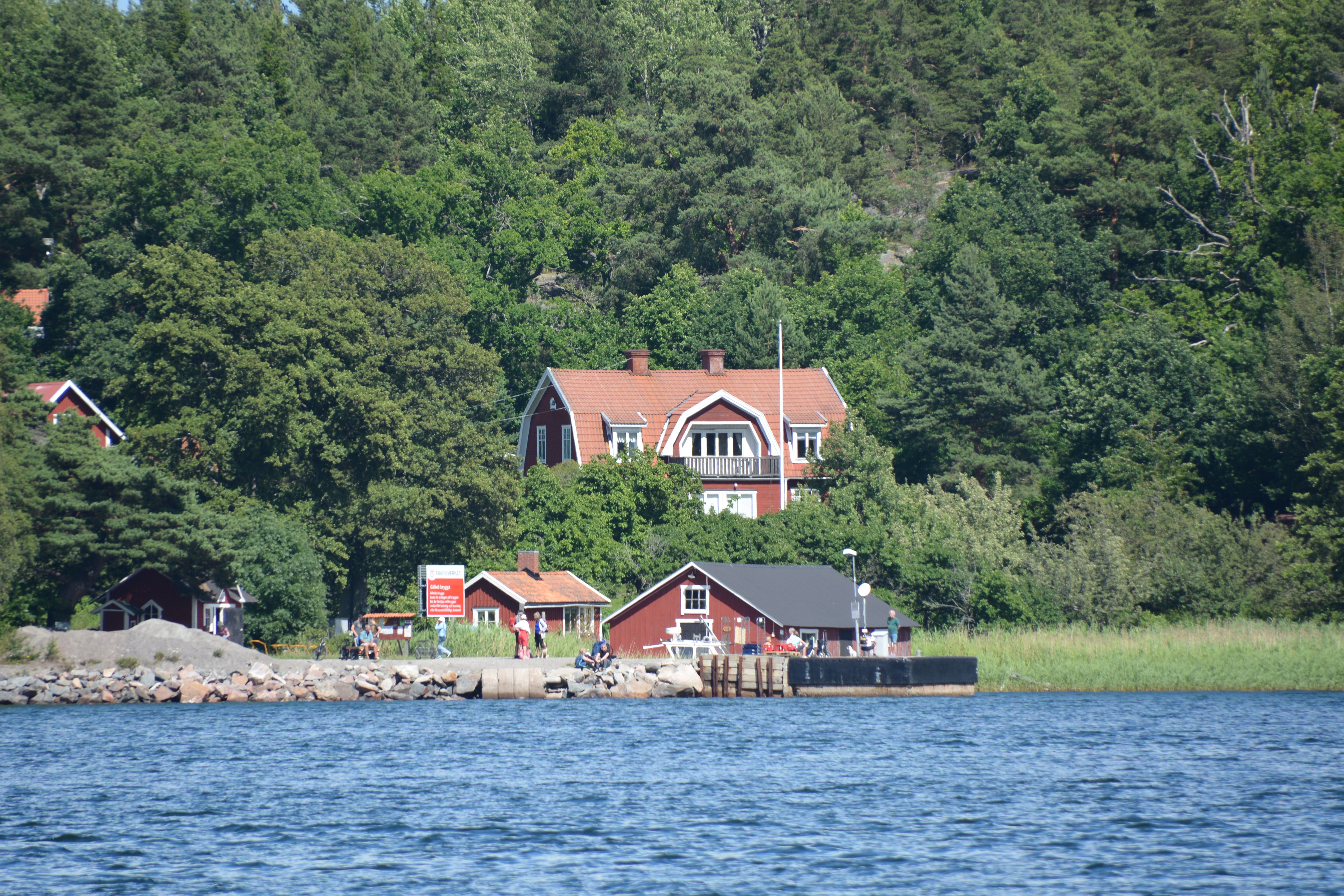
Gällnö ånggbåtsbrygga, i Söderby

Gällnö är en ö belägen i Värmdö kommun i Stockholms mellanskärgård. Ön ingår i Gällnö naturreservat.

## Historia
Gällnö har varit bebott sedan Gustav Vasas dagar. År 1646 fick överståthållare Knut Posse ön som säkerhet av kronan för ett lån på 1000 riksdaler. Gällnö härjades av danskar på 1600-talet och av ryssar under rysshärjningarna 1719. Sedan 1791 fanns det en krog på Gällnö vars rester fortfarande finns kvar.

## Natur
Gällnö by är en väl bevarad skärgårdsby där det fortfarande bedrivs ett småskaligt jordbruk med åkrar och öppna betesmarker. Skärgårdsstiftelsen äger delar av ön som är omvandlade till naturreservat.

## Faciliteter
Från maj - september håller Gällnö Vandrarhem och Gällnö Handelsbod öppet. Under sommarmånaderna finns det krog och cafe på ön. Ön har två bryggor för Waxholmsbolagets fartyg, Gällnö och Gällnönäs.

## Bilder

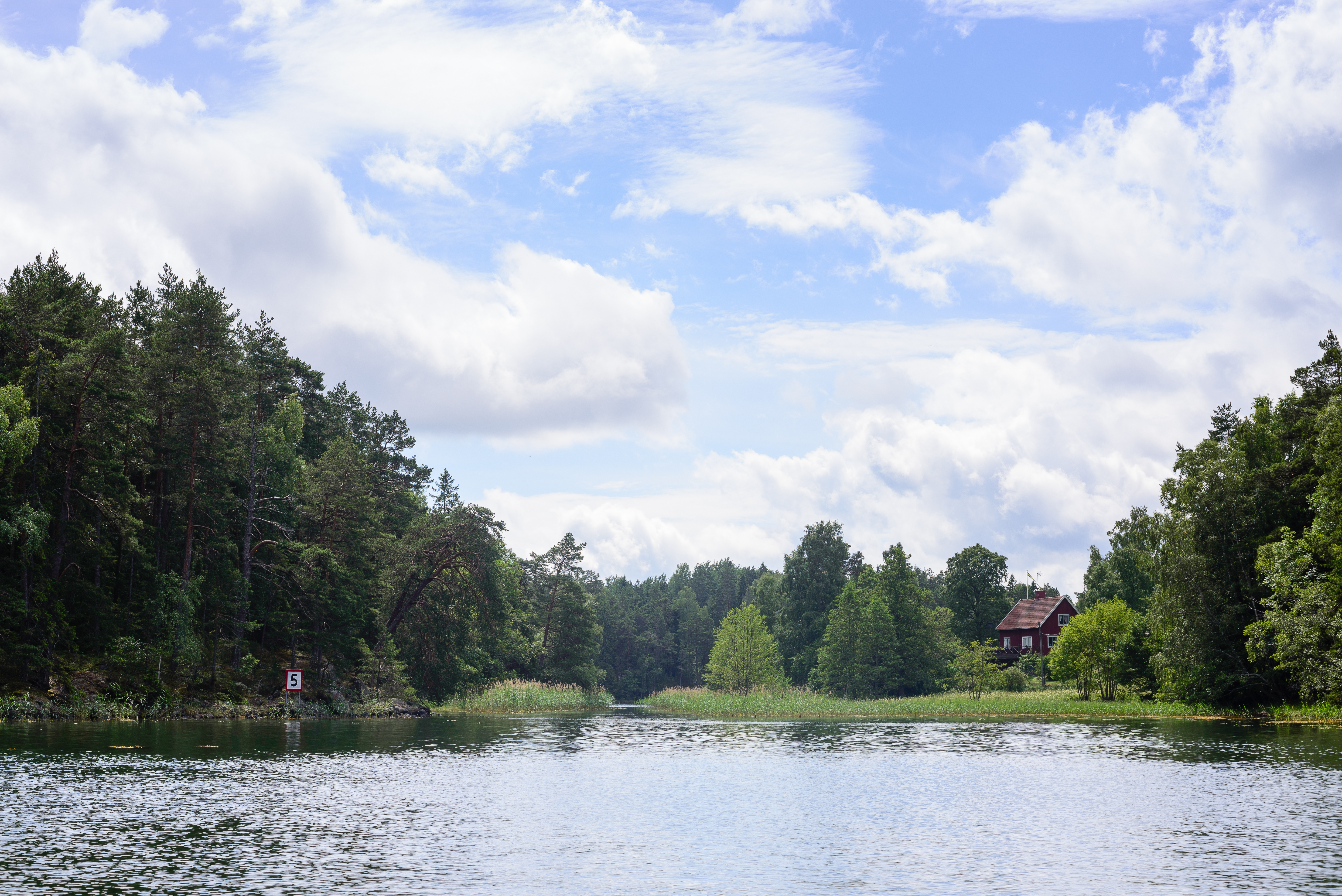
Det smala sundet mellan Gällnö (vänster) och Karklö.
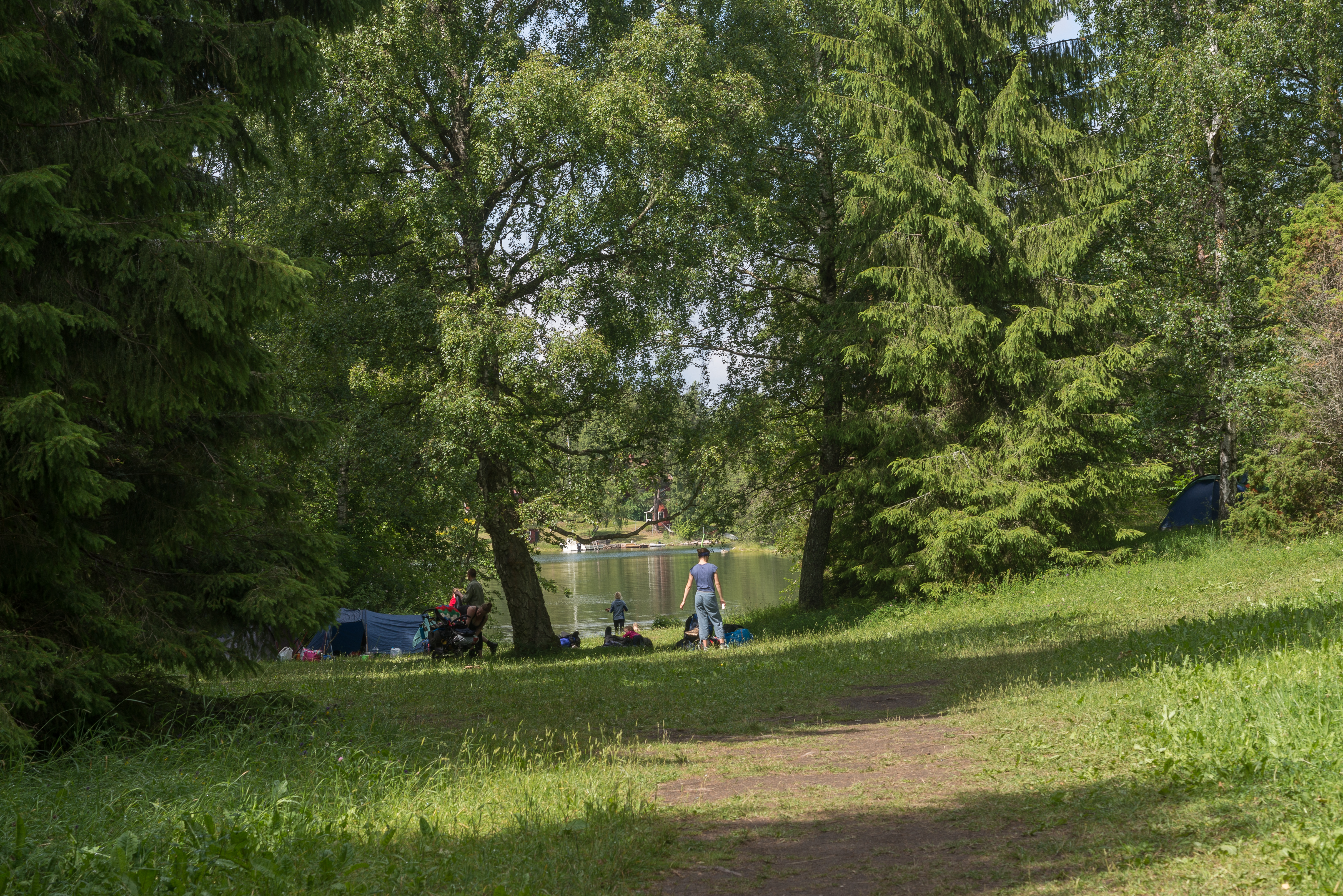
Badplats på norra Gällnö.
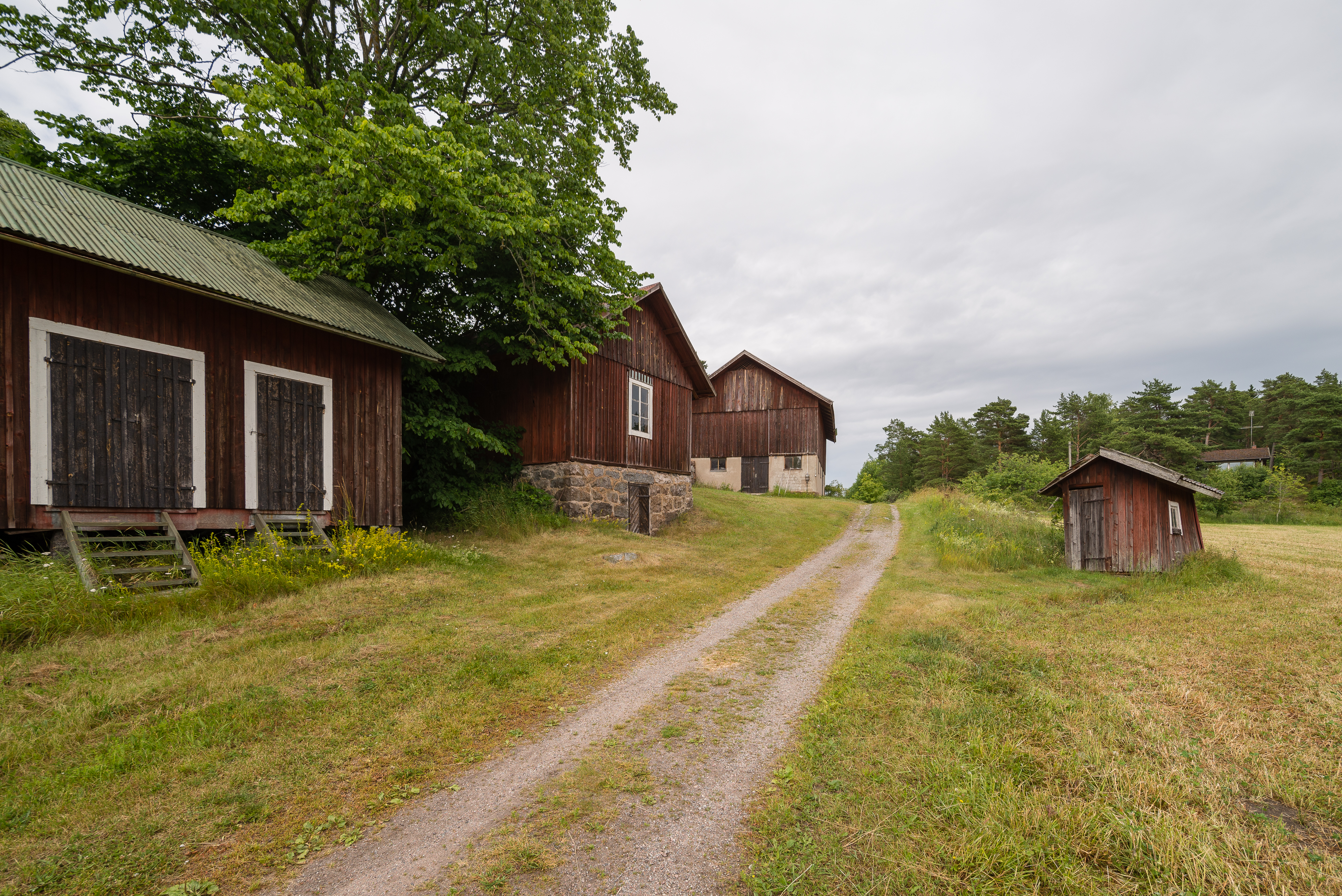
Kulturlandskap på Gällnö.
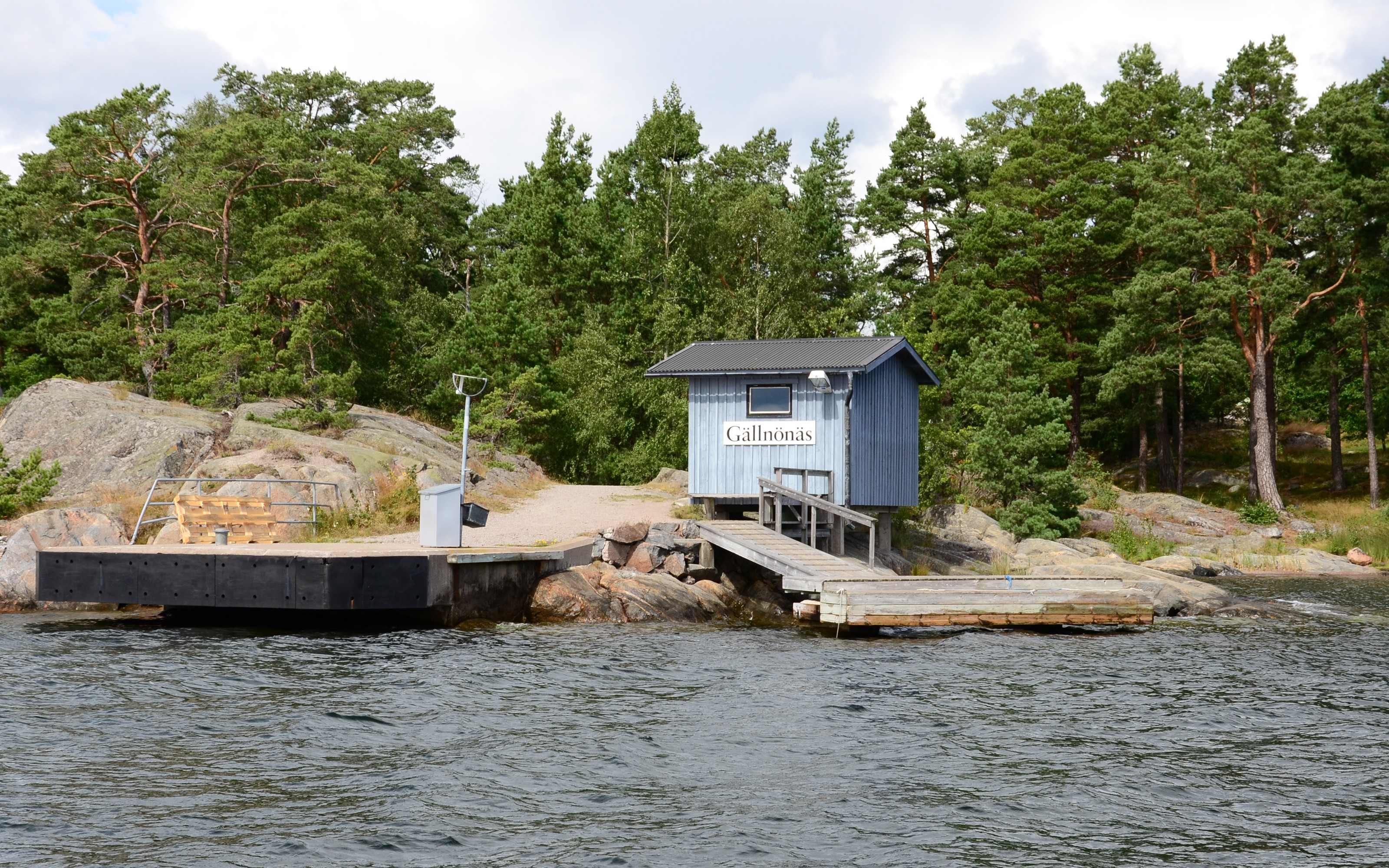
Gällnönäs ångbåtsbrygga.